# Estação Conchalí
A Estação Conchalí é uma das estações do Metrô de Santiago, situada em Santiago entre a Estação Vivaceta e a Estação Plaza Chacabuco. Faz parte da Linha 3.
Foi inaugurada em 22 de janeiro de 2019. Localiza-se na Avenida Independencia com Avenida Dorsal. Atende a comuna de Conchalí.